# Meg Conte
Margarida Conte, conhecida como Meg (São Paulo, 2 de setembro de 1966) é uma handebolista brasileira que atuava como goleira. Integrou a seleção brasileira em uma olimpíada..
Formada em educação física, é técnica das equipes de base de Guarulhos.

## Trajetória esportiva
Proveniente de uma família de imigrantes italianos e amantes dos esportes, estabelecidos no Brás, teve a atividade esportiva como a facilitadora para a sua vida de estudante e profissional: pelo handebol, ganhou bolsa de estudos para o colégio e para a faculdade.
Seu primeiro clube foi o Bandeirantes Handebol Clube. Chegou à seleção paulista em 1981 e à seleção brasileira em 1991. Jogava no Guaru/Super Água quando foi aos Jogos Pan-Americanos de Winnipeg, em 1999.
Fez parte da seleção brasileira feminina que, em 2000, pela primeira vez, disputou os Jogos Olímpicos em Sydney.